# كجك علي باسة زاده محمد باشا
كجك علي باسة زاده محمد باشا هو سياسي عثماني، تولى منصب قبطان باشا.

## مناصبه
تولى المناصب التالية:
- قبطان باشا (1709–1711)